# Colopha kansugei
Colopha kansugei är en insektsart. Colopha kansugei ingår i släktet Colopha och familjen långrörsbladlöss. Inga underarter finns listade i Catalogue of Life.